# Raslina
Raslina ist ein Dorf in Kroatien am Prokljan-See in der Region Dalmatien. Die Ortschaft gehört zur Stadt Šibenik und ist 14 Straßenkilometer vom Zentrum Šibeniks entfernt. Im Jahr 2021 zählte Raslina 554 Einwohner in 216 Haushalten.

## Geografie
Raslina liegt am Westufer des Prokljan-Sees. Im Süden stellt der Kanal Sv. Josip zwischen Raslina und Zaton, der den See mit der Adria verbindet, eine natürliche Barriere dar. Im Norden ist es der Canyon des Flusses Guduća. Die Landschaft erhebt sich vom Ufer weggehend schnell bis auf maximal 143 m auf dem Berg Dragačinska Glavica, welcher westlich vom Ortskern an der Landstraße liegt. Weitere bedeutende Berge sind der Hausberg Križovača mit seinem Gipfelkreuz sowie die 3 km nördlich gelegene Plana (113 m).

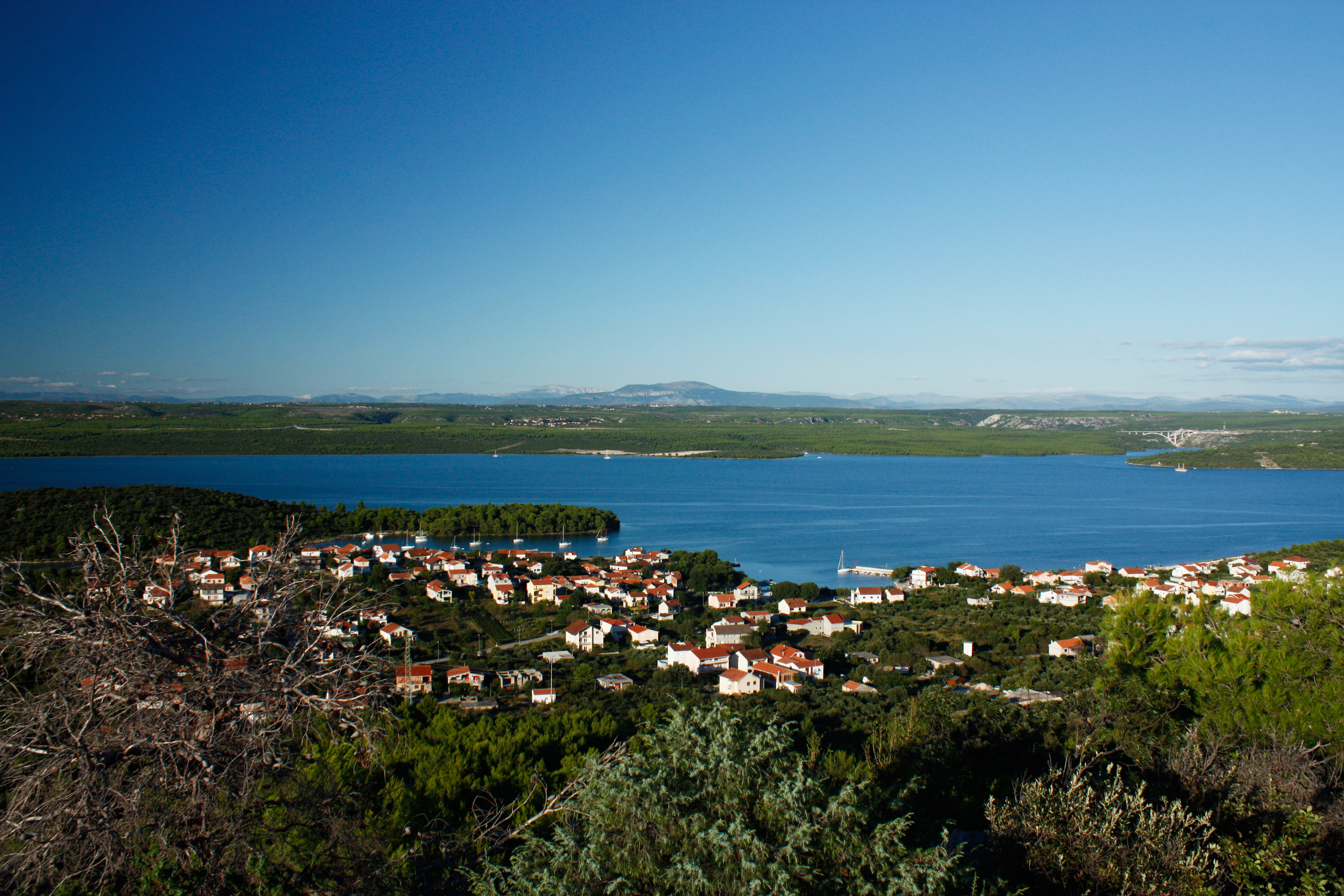

### Nachbarorte
Im Norden am anderen Ufer des Prukljan-Sees liegt das kleine Dorf Prukljan. Das Nord- und Ostufer des Sees sind lediglich auf dem Seeweg oder über eine Fußgängerbrücke über den Fluss Guduća, welche 5 km nördlich von Raslina liegt, zu erreichen. Weitere Nachbarorte mit gesellschaftlichem Bezug sind Bićine im Osten, die Stadt Skradin an der Mündung der Krka, die Gemeinde Bilice im Südosten, das Nachbardorf Zaton im Südwesten sowie Gaćelezi im Nordwesten. Die einzige Landstraße nach Raslina führt durch Zaton. Gećelezi ist nur über einen unbefestigten Feldweg zu erreichen.

## Wirtschaft
Der Fischfang hat eine lange Tradition in Raslina, da der Prukljan-See und sein Brackwasser sehr artenreich ist. Sowohl Fluss- als auch Meeres-Fische sind in ihm beheimatet. Etliche kleine Fischerboote liegen am Ufer des Ortes. Allerdings betreiben nur wenige Fischer kommerziellen Fischfang. Die Fisch- und Muschelzucht in nahegelegenen Kanal der Krka unterliegt einem Wachstum. Viele Olivenhaine und Weinberge werden wieder bewirtschaftet, meist für den Eigenbedarf. Ein bedeutender Teil der bewirtschafteten Flächen ist dem bis dahin größten Waldbrand am 13. Juli 2022 zum Opfer gefallen. Das Feuer vernichtete jegliche Vegetation rund um das Dorf.

### Tourismus
Der Tourismus ist für Raslina bedeutend. Das Dorf verfügt über kein Hotel, sondern lediglich über Privatunterkünfte mit steigender Anzahl. Raslina wird bei den Touristen auf Grund seiner ruhigen Lage geschätzt. Das Dorf ist verkehrstechnisch eine Sackgasse. So gibt es keinen Durchgangsverkehr. Die Nähe zu den Wasserfällen Krka, zu Šibenik und weiteren beliebten Orten an der Adriaküste sind ebenfalls wichtige Faktoren. Einige der Touristen kommen bereits in dritter Generation nach Raslina. Das ruhige, flache und salzarme Gewässer ist besonders für Kinder zum Baden geeignet. Auf Seeigel muss nicht geachtet werden, da diese im Prukljan-See nicht vorkommen. Außerhalb der Sommersaison findet kaum Fremdenverkehr statt. Wanderwege sind weder ausgeschildert noch ertüchtigt. Die meisten Feldwege und Pfade, die früher für die Landwirtschaft genutzt wurden, sind zugewuchert.

## Sehenswürdigkeiten
- Kirche Sv. Mihovil – Katholische Kirche St. Michael samt Friedhof auf der Halbinsel Prašak. Die Kirche wurde im 15. Jahrhundert erstmalig erwähnt.[2]
- Pećina – Ein alter Brunnen nebst einer Höhle. Der Brunnen ist seit Ausbruch des Kroatienkrieges 1991 nicht mehr in Benutzung und war seitdem zugewuchert. Erst 2021 wurde der Ort, der einige Meter tief in den Fels geschlagen wurde, wieder zugänglich gemacht. Eine Restaurierung wird diskutiert.
- Gusterna – Ein Brunnen, der sein Wasser aus einer großen, kreisrunden, betonierten Fläche durch Sammlung von Regenwasser bezieht. Der Brunnen wurde nach dem Zweiten Weltkrieg errichtet.
- Česma – Eine öffentliche Wasserstelle und Denkmal im Ortszentrum. An den Wänden erinnern mehrere Tafeln an die Einführung von kommunalem Trinkwasser, Strom und Telefonleitungen.
- Križovača – Der Hausberg von Raslina. Von diesem hat man einen Blick auf das gesamte Dorf, den gesamten Prukljan-See, den Guduća-Canyon sowie auf das gesamte Hinterland samt der Berge Promina, Dinara und Svilaja. Im Jahr 2015 wurde ein alter Pfad zum Berg hinauf ertüchtigt bzw. verlängert und auf dem Gipfel wurde ein großes Kreuz errichtet samt Gedenktafel für die Militäroperation Oluja von 1995. Die Errichtung des Denkmals ist umstritten, da hierfür auf dem bis dahin unberührten Berggipfel etliche Felsen dem Bau weichen mussten. Seit 2021 säumen Sitzbänke den Weg zum Gipfel.
- Spomenik – Eine Gedenktafel im Park für die Gefallenen des Zweiten Weltkrieges. 2023 wurde der Park neu gestaltet. Es wurde zudem eine weitere Wasserstelle im Park errichtet.